# Acordo Centro-Europeu de Livre-Comércio

Bandeira do CEFTA

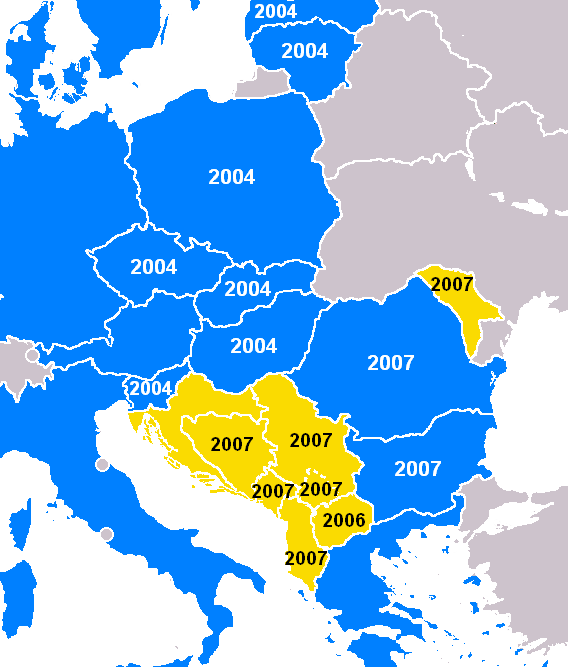
Membros da CEFTA em 2007 (a azul, membros da União Europeia).

O Acordo Centro-Europeu de Livre Comércio (ou CEFTA, sigla em inglês para Central European Free Trade Agreement) é um tratado de livre comércio entre países da Europa Central.
Foi assinado originalmente pelos países componentes do Grupo de Visegrád - Polônia, Hungria e a antiga Tchecoslováquia, a 21 de dezembro de 1992 na cidade da Cracóvia, na Polônia.
Originalmente, o CEFTA tinha o intuito de unir seus países-membros em torno de sua recuperação econômica e transição para o capitalismo, consolidando a democracia e o livre comércio. Hoje, o tratado busca dar aos países-membros as condições socioeconômicas necessárias à entrada dos mesmos na União Europeia (UE). Assim, os países do CEFTA que entram para a UE se desconectam do tratado.

## Membros
| Partes do acordo     | Partes do acordo     | Juntou | Deixou |
| -------------------- | -------------------- | ------ | ------ |
| Polónia              | Polónia              | 1992   | 2004   |
| Hungria              | Hungria              | 1992   | 2004   |
| Tchecoslováquia      | Chéquia (1993)       | 1992   | 2004   |
| Tchecoslováquia      | Eslováquia (1993)    | 1992   | 2004   |
| Eslovênia            | Eslovênia            | 1996   | 2004   |
| Roménia              | Roménia              | 1997   | 2007   |
| Bulgária             | Bulgária             | 1999   | 2007   |
| Croácia              | Croácia              | 2003   | 2013   |
| Macedônia do Norte   | Macedônia do Norte   | 2006   | —      |
| Albânia              | Albânia              | 2007   | —      |
| Bósnia e Herzegovina | Bósnia e Herzegovina | 2007   | —      |
| Moldávia             | Moldávia             | 2007   | —      |
| Montenegro           | Montenegro           | 2007   | —      |
| Sérvia               | Sérvia               | 2007   | —      |
| UNMIK ( Kosovo)      | UNMIK ( Kosovo)      | 2007   | —      |